# 維科 (肯塔基州)
維科（英語：Vicco）是一個位於美國肯塔基州諾特縣和佩里縣的城市。

## 地方資料
根據2020年美國人口普查的數據，維科的面積為2.20平方千米，當中陸地面積為2.17平方千米，而水域面積為0.03平方千米。當地共有人口327人，而人口密度為每平方千米148.64人。